# Dalbergia pluriflora
Dalbergia pluriflora är en ärtväxtart som beskrevs av Baker f.. Dalbergia pluriflora ingår i släktet Dalbergia, och familjen ärtväxter. Inga underarter finns listade i Catalogue of Life.